# Харолд и Кумар беже из Гвантанама
Харолд и Кумар беже из Гвантанама (енгл. Harold & Kumar Escape from Guantanamo Bay) америчка је филмска комедија из 2008. године. Режију и сценарио потписују Џон Хурвиц и Хејден Шлосберг, док главне улоге тумаче Џон Чо, Кал Пен и Нил Патрик Харис. Наставак је филма Америчка пита на Харолдов и Кумаров начин (2004).
Добио је помешане рецензије критичара, уз похвале за глумачку поставу, али су га поједини сматрали инфериорним у односу на свог претходника. Међутим, добио је знатно позитивније рецензије гледалаца, а од рада је стекао статус култног филма. Такође је остварио комерцијални успех, зарадивши преко 43 милиона долара. Наставак, Блесави Божић Харолда и Кумара, приказан је 2011. године.

## Радња
Када Харолд Ли коначно открије љубав свог живота, он је одлучан да је прати до Амстердама, заједно са Кумаром Пателом. Али Одсек за државну безбедност има нешто друго на уму. Од Кумарових наргила помисле да је бомба и пошаљу овај пар у затвор са максималном безбедношћу у Гвантанаму, као опасне терористе.

## Улоге
| Глумац           | Улога            |
| ---------------- | ---------------- |
| Џон Чо           | Харолд Ли        |
| Кал Пен          | Кумар Пател      |
| Нил Патрик Харис | Нил Патрик Харис |